# コンピエーニュ包囲戦
コンピエーニュ包囲戦（コンピエーニュほういせん、英語: Siege of Compiègne）は、 1430年5月23日にフランス・コンピエーニュで起こった、フランス王国とイングランド王国・ブルゴーニュ公国連合軍の戦いである。連合軍の攻撃からコンピエーニュを守りきったフランス軍の勝利に終わったが、フランスのジャンヌ・ダルクが郊外の小競り合いでブルゴーニュ派の捕虜となったため、彼女が参加した最後の軍事行動になった。包囲戦自体は小規模なものだったが、百年戦争におけるフランスの救世主で最もカリスマ性のある指揮官だったジャンヌの喪失は、政治的にも軍事的にも大事件だった。

## 背景
百年戦争の間、フランス国内ではブルゴーニュ派とアルマニャック派が対立していた。ブルゴーニュ派を率いていたブルゴーニュ公フィリップ3世（善良公）はイングランドと同盟を結び、このアングロ・ブロギニョン同盟はフランス北部のほとんどを征服するまで勢力を伸長していた。ところが、1429年にアルマニャック派の重要拠点のオルレアンの包囲戦に失敗して以降、ロワール地方において、ジャンヌとアランソン公ジャン2世が率いるフランス軍によって同盟軍は連敗を喫していた。
同年6月のパテーの戦いでイングランド軍を撃破したフランス軍は北東に進軍し、ランスで王太子シャルルはフランス王シャルル7世として戴冠した。フランス軍の進軍経路にあった町々は抵抗せずに投降した。パリ北方にあるコンピエーニュはこのルートからは外れていたが、戴冠式直後にブルゴーニュ派の支配から脱してシャルル7世に忠誠を誓った。

## 戦闘の経緯

### 包囲
1430年3月、フィリップ善良公がコンピエーニュ包囲を計画しているという情報がフランス宮廷に伝わってきた。シャルル7世の宮廷は当初クレルモン伯シャルルを使者としてコンピエーニュの町に送り、町の支配権は正式にブルゴーニュにあるので、降伏して町を引き渡すように説得しようとしたが、住民らは猛反対した。同時に、町のフランス軍守備隊も防戦の準備を始めた。
ブルゴーニュ派は、まずリニー伯ジャン2世が4月4日に軍勢を率いて出立し、22日には善良公がペロンヌを出た。また、ブルゴーニュ派と同調していたイングランド軍は、9歳のヘンリー6世の摂政を務めるベッドフォード公ジョン・オブ・ランカスターがカレーにいて、イングランド王の上陸を待っていた。善良公の戦略は、オワーズ川流域の諸都市を奪還するというもので、当時アングロ・ブロギニョン同盟の支配下にあったイル＝ド＝フランスとパリの防衛を重視していたベッドフォード公もこれを支持した。シャルル7世は5月6日になってようやくコンピエーニュの戦略的重要性に気付いた。

### 奇襲
ジャンヌは3月にはすでに危険を感じて準備を進めていたが、前年9月のパリ包囲戦の失敗を理由に軍の指揮を認められていなかった。そこで、4月までに300～400人の志願兵を集め、国王には知らせずにコンピエーニュに向かい、5月14日に到着した。23日、ジャンヌはコンピエーニュの守備隊と協力し、城の北側のマルニーにあるブルゴーニュ軍の駐屯地に奇襲をかけようとした。ところが、リニー伯がたまたまこの地域を偵察中にこの動きに気付き、秘かに本隊から援軍を呼び寄せていた。フランス軍の奇襲はブルゴーニュ軍6,000の反撃に遭い、ジャンヌはコンピエーニュの城に退却を命じつつ自身は殿軍に立った。

### ジャンヌの捕縛

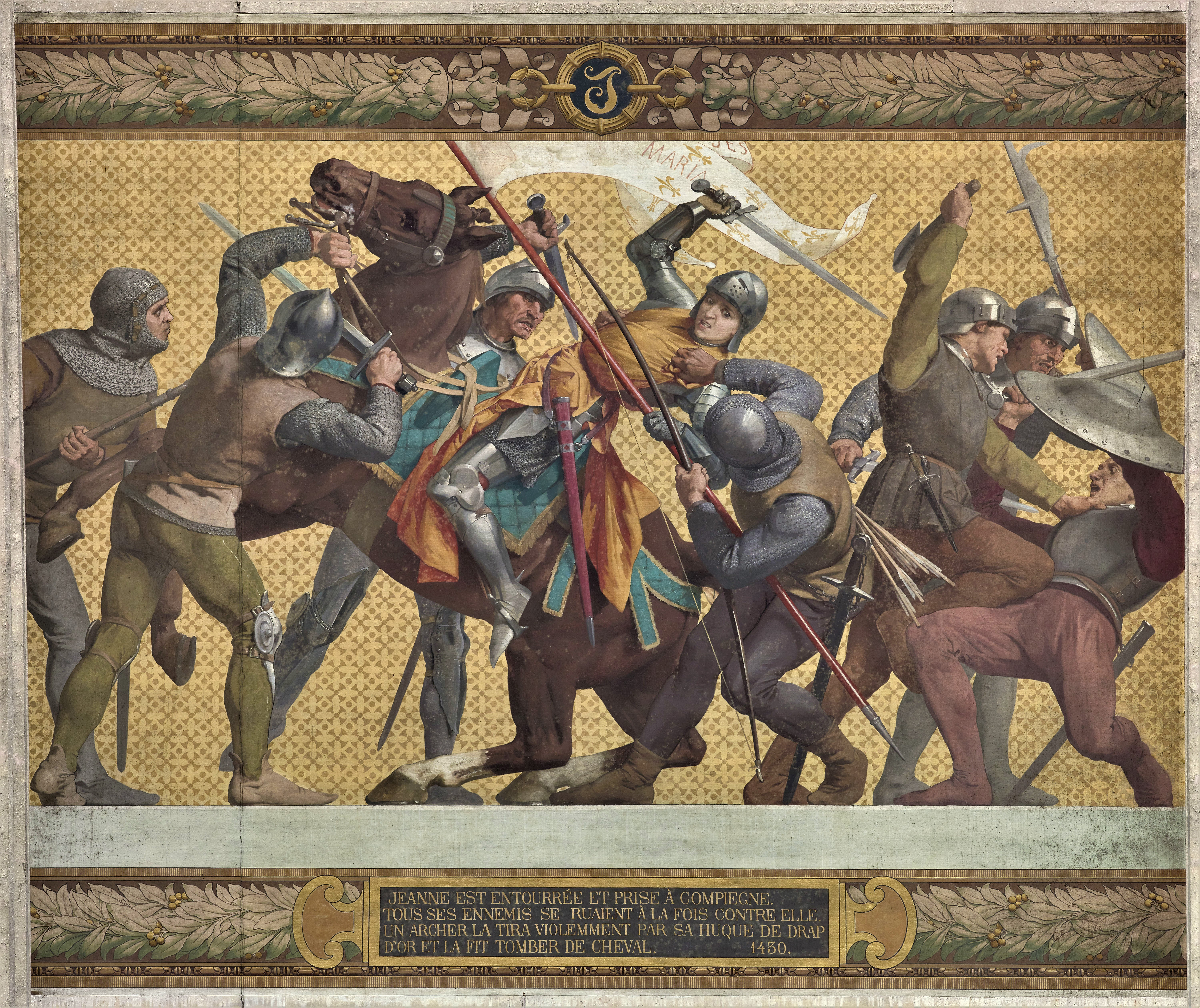
ブルゴーニュ軍に捕らえられるジャンヌ。パリのパンテオンの壁画

反撃を受けたフランス軍はコンピエーニュに向かって撤退し、ジャンヌはその最後尾にいた。ところが、ジャンヌが城内に逃げ込む寸前にコンピエーニュの城門が閉じられた。ブルゴーニュ軍がジャンヌらと共に城内に乱入することを防ぐための、守備隊の合理的な判断だったのか、それとも裏切りだったのかについては諸説ある。ブルゴーニュ軍に囲まれたジャンヌはそれでも戦い続けたが、1人のブルゴーニュ弓兵がジャンヌの上着を掴んで馬上から引きずり下ろした。ジャンヌはその場にいたリニー伯の従者のライオネルに降伏した。

## 戦後
ジャンヌを捕虜にしたリニー伯は居城に彼女を連行した。リニー伯の主君の善良公がジャンヌの身柄をイングランド軍に引き渡すように求め、その後ブルゴーニュ公領のアラスに移送され、結局1万リーヴル・トゥールノワの身代金でイングランド側に引き渡された。シャルル7世はジャンヌの身柄引き渡しに介入しなかったため、後世彼女を見殺しにしたと批判されることになる。ジャンヌは異端審問を受けた後、異端の罪をおかしたとして1431年5月30日にルーアンで火刑に処された。